# Cantonul Geispolsheim
Cantonul Geispolsheim este un canton din arondismentul Strasbourg-Campagne, departamentul Bas-Rhin, regiunea Alsacia, Franța.

## Comune
- Blaesheim
- Duppigheim
- Entzheim
- Eschau
- Fegersheim
- Geispolsheim (reședință)
- Holtzheim
- Kolbsheim
- Lipsheim
- Plobsheim